# Images and Words
Images and Words es el segundo álbum de estudio de la banda de metal progresivo Dream Theater, editado en 1992. Es el primer disco con el vocalista James LaBrie, y es considerado una producción germinatoria del género de metal progresivo.
El tema "Pull Me Under" recibió apoyo sustancial por parte de MTV y estaciones de radio, y hasta hoy permanece como el hit más grande de la banda. El álbum en sí es el más exitoso comercialmente de todos los álbumes de Dream Theater, alcanzando la certificación de disco de oro en los Estados Unidos y Japón.

## Listado de pistas
| N.º | Título                                          | Letras        | Música                          | Duración |  |
| 1.  | «Pull Me Under»                                 | Kevin Moore   | Dream Theater                   | 8:11     |  |
| 2.  | «Another Day»                                   | John Petrucci | Dream Theater y Jay Beckenstein | 4:24     |  |
| 3.  | «Take the Time»                                 | Dream Theater | Dream Theater                   | 8:21     |  |
| 4.  | «Surrounded»                                    | Moore         | Dream Theater                   | 5:30     |  |
| 5.  | «Metropolis Pt. 1: The Miracle And The Sleeper» | Petrucci      | Dream Theater                   | 9:32     |  |
| 6.  | «Under a Glass Moon»                            | Petrucci      | Dream Theater                   | 7:04     |  |
| 7.  | «Wait for Sleep»                                | Moore         | Moore                           | 2:32     |  |
| 8.  | «Learning to Live»                              | John Myung    | Dream Theater                   | 11:31    |  |

Duración Total: 57:05

## Intérpretes
- James LaBrie – voz.
- John Myung – bajo.
- John Petrucci – guitarra.
- Mike Portnoy – batería.
- Kevin Moore – teclados.
- Jay Beckenstein - saxofón en Another Day.

## Actuación en las carteleras
Billboard 200:
- Images and Words - #61

Heatseekers:
- Images and Words - #2

Billboard Singles:
- "Pull Me Under" - #10
- "Take the Time" - #22
- "Another Day" - #29

- Datos: Q643906